# I. Szelim oszmán szultán
I. Szelim – Javuz Szelim, vagyis Vad, Rettenetes  – (Amasya, 1470. október 10. – Çorlu, 1520. szeptember 22.) oszmán szultán 1512-től, kalifa 1517-től haláláig. II. Bajazid szultán fia, I. Szulejmán apja. Cselekedeteivel kiérdemelte a Vad Szelim nevet. Vasakarattal szilárdította meg a hatalmát, majd hódító hadjáratokat indított az iszlám világ felé: megtámadta Perzsiát és 1514-ben Csaldirán mellett legyőzte a Szafavida I. Iszmáíl perzsa sah hadait, elfoglalta Kurdisztánt, Kelet- és Délkelet-Anatóliát, Azerbajdzsánt, majd Mezopotámiát és 1516-ban a Levantét.
Nemsokára sor került Palesztinára is, 1517-ben pedig meghódította a mamlúkok által irányított Egyiptomot. Egyiptom meghódításának hírére a Hidzsáz önként behódolt neki, ezzel Mekka és Medina is a befolyása alá került. Így – mint a szent helyek védelmezője – felvette a kalifa címet. A 13. századi mongol invázió idején a már akkor is csak névlegesen uralkodó kalifát a mamlúk szultán Bagdadból Egyiptomba menekítette. Szelim az utolsó Abbászida kalifát arra kényszerítette, hogy lemondjon szimbólumairól: a kardról és a próféta kaftánjáról). Egyúttal  eltörölte azt a feltételt, hogy a kalifa a Kurajs-törzsből kell hogy származzon. A kalifa címet az oszmán szultánok 1924-ig megtartották.
Hódításai nyomán a Marokkói szultánság és néhány kisebb hegyi erőd kivételével a teljes arab világ oszmán fennhatóság alá került. Ettől fogva az oszmán szultánoknak  megnőtt a hírnevük a muszlim világban.   Az addig hagyományosan az iszlám világ legerősebb államának számító Egyiptom meghódítása után a két szent város, az egyiptomi befolyás alatt álló Mekka és Medina önként behódolt neki. I. Szelim uralkodása alatt kezdődött az arab népek török uralom alatti korszaka, ezzel együtt lassú hanyatlása is.
Szelim mindössze 8 évnyi uralkodás után 1520. szeptember 22-én rákbetegségben, egyes történészek szerint pestisben  hunyt el két és fél héttel 50. születésnapja előtt. Fia, Szulejmán követte a trónon.

## Élete

### Ifjúkora
Szelim 1470. október 10-én született Amasyában II. Bajazid fiaként. Házastársa, aki  1494-ben került Isztambulba I. Mengli Giráj krími kán leánya, a 15 esztendős Ajse Hafsza. Négy fiuk (Szulejmán, Orhan, Musa és Korkut) és négy leányuk (Hatidzse, Bejhan, Sah és Fatma) született. Fiaik közül csak Szulejmán érte meg a felnőttkort, a többi fiúgyermek még gyermekkorában meghalt különféle betegségek következtében.

### Útja a hatalom felé
Már Szelim ifjúkorában, II. Bajazid fiai,   Szelim, Korkut és Ahmed között heves küzdelem  indult  apjuk trónjáért.  A szultánok, fiaikat, amint felcseperedtek,  különböző tartományok irányításával bízták meg,  és aki a legjobban teljesített  a saját területén, az örökölte a trónt.  Már igen korán tudatos versengés indult meg a szultán fiai között, amit általában az döntött el, ki van közelebb a fővároshoz seregeivel, hogy az államkincstár feletti rendelkezést megszerezze. Maga a szultán is próbálta egyengetni eljövendő utódja  útját azzal, hogy  kedvencét  közvetlenül  Isztambul közelébe helyezte, így biztosítva, hogy halála esetén kegyence szerezhesse meg a hatalmat.
Bár Korkut tanult, művelt  és az iszlám jogban (fikh) járatos herceg volt, mégis sokan úgy vélték, nem kellően erélyes a birodalom irányítására.  Az oszmán források szerint már kezdetektől Ahmed volt  a legnépszerűbb hármuk közül, így sok állami vezető,  például Ali nagyvezír és maga az uléma (teológusok és jogtudósok, a muszlim közösség képviselői) is őt látták volna szívesen a trónon.
Amíg Ahmed herceg  engedelmes és alázatos hozzáállása miatt továbbra is az udvar kegyeltje volt, Szelim agresszív viselkedése több esetben csaknem belpolitikai válságot  okozott.  Már trapezunti kormányzósága alatt többször betört a szomszédos, keresztény  Grúziába. Gáziként, (a hit harcosa) tüntette fel magát és ezt sűrűn hangoztatta propagandájában. Lassan  megszerezte a janicsárok rokonszenvét, ezzel együtt a ruméliai tímárbirtokok tulajdonosainak (szpáhik és akindzsik) jóindulatát. Hadjárataival lehetőséget adott ezeknek a társadalmi rétegeknek,  hogy zsákmányt szerezzenek. Ez a támogatás  valójában Szelim túlélését szolgálta, aki kihasználta politikai előnyét arra, hogy kormányzóságát Isztambulhoz közelebb, Ruméliára cserélje.
1509-ben, amikor II. Bajazid már sokat betegeskedett, Ahmed Amasyában volt kormányzó (ahol Szelim is született)  Korkut  a távoli Anatóliai szandzsákban,  Antalyában, legmesszebb pedig Szelim, a Fekete-tenger melléki  Trapezuntban (Trabzon) uralkodott. A II. Bajazidot  már ekkor, a birodalom vezetői közül is sokan alkalmatlannak találták arra, hogy birodalmának keleti határait fenyegető I. Iszmáil perzsa sah ellen hatásosan fellépjen. A sah  1507-től folyamatosan provokálta az Oszmán Birodalmat. Megtámadta az oszmánok türkmén (turkomán) szövetségesét, Dhu al-Kadr fejedelemségét, miközben a határokkal nem törődve  zavartalanul haladt át  az oszmán területeken, amivel  súlyosan megsértette a Birodalom  szuverenitását.  Míg II. Bajazid kerülte a nyílt konfliktust a perzsákkal, Szelim magához ragadta a kezdeményezést, és  megtorlásul több alkalommal rajtaütött a sah területén fekvő Bayburd és Erzinzán tartományokon.
Isztambulban ezt  a kalandot függelemsértésként értelmezték,  ezért ez jelentette az  első konfliktust a szultán és fia között. Szelim többször hangoztatta, hogy  célja nem a trón megszerzése, hanem az oszmán föld védelme, ezzel együtt nyíltan bírálta apja passzivitását, úgy próbálta beállítani magát, az udvar és ezzel a nép előtt, mint aki egyszerre veszi fel a harcot az eretnekség (a perzsa síiták) és a keresztények  ellen is.
Szelim az első belpolitikai sikere az volt, hogy biztosította a kefei (Caffa) kormányzóságot fiának, Szulejmánnak (1509 augusztus).  Bajazid betegségének hírére  Korkut Tekkéből Manisába és SzelimTrapezuntból Caffába sietett (Isztambulhoz közeli tartományokba ), mivel azt híresztelték, hogy a szultán kész lemondani a trónról Ahmed javára.
Szelim szerette volna, hogy önálló szandzsákká nyilvánítsák a Dunán túli területeket, mivel így, hivatkozva a hitetlenek elleni  küzdelemre, irányítása alá vonhatta volna a térséget, azonban  a díván (a szultán közvetlen tanácsa) ezt megtagadta tőle. Újabb engedetlenségként átvágott a Dunán mintegy 3000 emberével, és Drinápoly felé haladt (1511 március).
Ali pasa, Bajazid nagyvezíre, javasolta a szultánnak,  hogy Szelimet lázadás miatt tartóztassa le. Bajazid   15 000 fős sereget küldött a fia ellen.

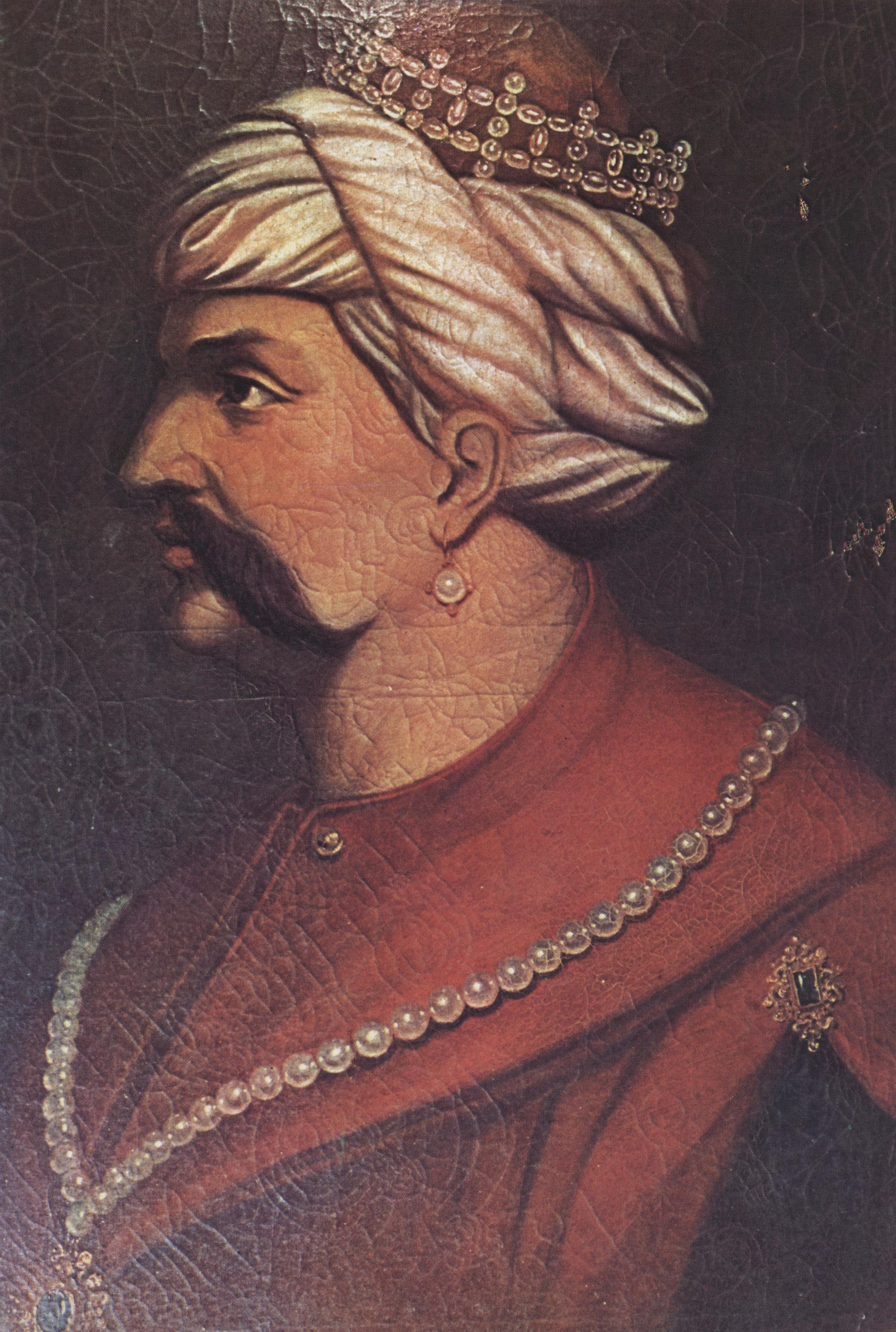
I. Szelim

A belháború kaotikus viszonyait kihasználva, a keleti határszélen Tekkében a szafavida I. Iszmáíl perzsa sah fanatikus kizilbasaira támaszkodva  háborút indított az oszmánok ellen. Eközben Anatóliában is lázadás tört ki, amit síita és szafavida türkmén törzsek robbantottak ki Sáh Kulu bég vezetésével és I. Iszmáil sah támogatásával.   Korkudot és Ahmedet felelősnek tartották az így kialakult kritikus helyzetért  ami tovább erősítette  Szelim pozícióját. Ilyen körülmények között, Bajazid  végül engedett Szelimnek és egyezséget kötött vele azzal, hogy  kinevezi őt semenderi (ma  Smederovo Szerbia) kormányzónak. A megállapodás része volt az is, hogy míg Bajazid él, nem nevez ki utódot,  Isten döntésére bízza a szultáni trónt.  Abban a hitben, hogy megbékélt renitenskedő fiával,  Bajazid visszatért Isztambulba (1511 augusztus 24.).
Amikor Ahmed értesült  apja és Szelim megállapodásáról, megijedt,  hogy Szelim  túlhatalmat kap ő és testvére ellenében, így ő maga indult az anatóliai lázadók leverésére.  Ruméliában, miközben  seregszemlét tartott csapatai felett, Szelim megtudta, hogy apja és Ali nagyvezír titokban arról rendelkezett, hogy  meghívja Ahmedet Isztambulba, hogy trónra helyezzék. A nagyvezír eközben mintegy négyezer janicsárjával átkelt Anatólián, hogy meglepje a lázadó Sáh Kulut, aki már Bursa elfoglalásával fenyegetett.  A lázadás leverése után  Ahmed és a nagyvezír azt tervezték, hogy győzedelmesen bevonulnak Isztambulba és  Ahmedet szultánná nevezik ki.  Szelimet erről kémei még idejében tájékoztatták és ő is úgy döntött, hogy jelentős és népszerű haditettet hajt végre az általa birtokolt térségben. Elfoglalta Drinápolyt (1511. június) majd 30 000 fős ruméliai serege élén már szultánként intézkedett a birodalom általa ellenőrzött részein.  Ez  nyílt lázadás volt apja ellen,  ami már nem tolerálható, ezért 40 000 fős  hadserege élén Bajazid Szelim elé sietett, hogy szembenézzen lázadó fiával a csatatéren,  Qorlu közelében (1511. augusztus 3.)  Szelim legyőzte őt, az időközben caffai seregeivel hozzá csatlakozott fia, Szulejmán segítségével. Szinte ugyanabban az időben Ali pasa és Sáh Kulu is elesett egy véres harc közben Anatóliában.
A nagyvezér halálával  Ahmed elvesztette legfőbb támogatóját. A birodalom most polgárháború szélére sodródott, mivel Ahmed   Bursa megszállásával fenyegetett és ez már nyílt konfrontációt jelentett  a testvérek között. Ahmed maradék támogatói nyomást gyakoroltak a szultánra, hogy azonnal hívja Ahmedet  Isztambulba,  ugyanakkor az új nagyvezír Hersek-oglu Ahmed  nem értett ezzel egyet. Attól félt, hogy Ahmed bevonulása felbőszíti Szelimet, aki előbb ér majd a fővárosba, és kegyetlen bosszút áll. Ez valószínűnek is tűnt, mivel  az isztambuli  janicsárok is Szelimet támogatták, így a szultán visszaküldte Ahmedet saját tartományába. Ahmed nyilt lázadással válaszolt, elfoglalta a  Karamán-kormányzóságot,  ahol a törökellenes türkmén törzsek támogatását remélte. A szafavidákat támogató türkmének  Nur-Ali parancsnoksága alatt Ahmed mellé álltak (1512 március). Bajazid most úgy döntött, hogy Szelimet hívja  Isztambulba, mivel ő most az egyetlen vezető, aki képes megbirkózni a kritikus helyzettel.
Időközben (1512 április) Korkut is megérkezett Isztambulba, remélve, hogy  a janicsárok támogatásával van esélye a trónra, nem tudta, hogy ezek többsége már Szelimet támogatja.   Bajazidnak még mindig nem állt szándékában lemondani; de amikor Szelim megérkezett, az udvari janicsárok nyomására már kénytelen volt engedni.  A leváltott szultán, útban Dimetoka felé, meghalt   Abalar faluban, Hafsza közelében  (1512 június 10. ).
Bár halála találgatásra adhat okot, jelenleg nincsenek arra  vonatkozó hiteles források, hogy a szultánt meggyilkolták.

### Trónra lépése
Szelim, miután a janicsárok segítségével 1512. április 25. édesapját megbuktatta, megkapta a hivatalos beleegyezést és a kincstár irányítását az ulemától, ezzel Szelim  lett az egyetlen legitim uralkodó a birodalomban. Azonnal saját nevében kezdett kormányozni, zászlaja alá vonta a katonaságot és a lázadó türkmén törzsek felé fordult  a Tokat-Sivas területen és a Taurusz-hegységben. Serege élén, miközben átvágott Anatólián,  elűzte  Ahmed egyik fiát Bursából (1512. július 29.), majd átvonult Ankarába, ahonnan  erői elzavarták  magát  Ahmedet is és annak fiait, akik a szafavida I. Iszmáil sahnál kerestek menedéket. Szelim,  annak érdekében, hogy képes legyen szembeszállni a szafavida sereggel, igyekezett megerősíteni keleti határait, egyúttal saját hatalmának biztosításán munkálkodott.
Először  kivégeztette régebben elhunyt  testvéreinek Bursában menedéket kérő  öt fiát, akik  7 és 21 éves kor között voltak. Ezután  10 000 emberével meglepte Korkutot manisai palotájában, akit elfogatott és megöletett. Közben Ahmed visszatért Amasyába és  1512–13 telén szembenállt Szelim seregeivel, akikkel végül 1513. április 15-én ütközött meg. Ahmedet legyőzték, elfogták és megfojtották. Fia, Othmán ugyanerre a sorsra jutott, míg másik fia Murád  Iszmáilhoz  menekült  Perzsiába, hogy a sah segítségével visszaszerezze apja örökségét. Mielőtt Iszmáil sah ellen vonult, Szelimnek először a perzsákhoz hű  kizilbasokkal kellett leszámolnia, akik már eléggé megerősödtek a keleti tartományokban, amíg  maga Szelim a testvérharccal volt elfoglalva. Tisztogatást végzett a  gyanús kizilbasok között, mintegy 40 000 gyanúsítottat bebörtönzött vagy kivégeztetett. Ahmed fia, Murád azonban készen állt arra, hogy a perzsa sah támogatásával megszállják a keleti oszmán területeket.

### Harc a Szafavidák ellen

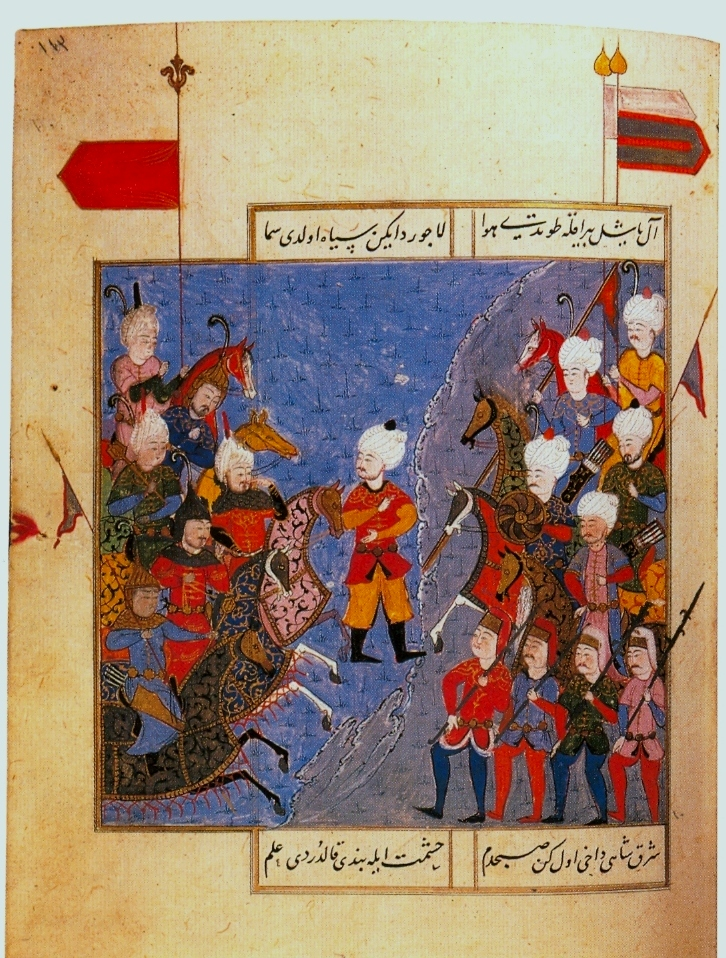
Oszmán miniatúra a csáldiráni csatáról

I. Szelim szokatlan intézkedéssel kezdte a harcot a perzsa sah, a  szafavida I. Iszmáil sah ellen. Egy időszakra megfosztotta a szafavida uralkodót fő készpénzbevételi forrásától:  a perzsa selyem kereskedelmét blokkolta Európa felé. Később kiterjesztette az embargót az arab vidékekre is, ez feszültséget okozott a mamlúkokkal fennálló kapcsolatában is. Parancsba adta,  hogy a birodalmában minden perzsa eredetű selymet kobozzanak el, 1518-ban, a nyers selyem értékesítését átmenetileg  teljesen be is tiltották oszmán területen.
Iszmáil  sah meg volt győződve arról, hogy a türkmén kizilbasok  és a Szelim  ellen fellépő  anatóliai kormányzók csatlakoznak majd hozzá, ezért 1514. augusztus közepén átvonult Tabriz vidékére, hogy ott szembenézzen az oszmán haderővel  Csáldiránnál. A két sereg 1514. augusztus 23-án csapott össze.   A sah mintegy negyvenezer nehézlovasságból álló serege nem tudta bevenni Szelim erődként felállított szekértáborát, ahol a janicsárok keményen tartották magukat. Szelim ellentámadásba lendült, megverte a sah derékhadát, és I. Iszmáil sah is  golyóval sebesülten éppen hogy megmenekült a csatatérről.  Az ütközet után   Szelim lerohanta Nyugat-Perzsiát, és katonai fölényével a térség egyedüli ura lett.
A sah vereségének egyik oka az volt, hogy a törököknek több lőfegyverük és ágyújuk volt, illetve a tűzfegyvereseiket képesek voltak szabályosan működő ezredekbe tagolni. Az oszmánok ekkor kebelezték be végleg Kelet-Anatóliát is.
A győzelem után Szelim úgy tervezte, hogy átvészeli a telet  Karabahban, majd  a következő tavasszal folytatja  offenzíváját a sah megmaradt erői ellen.  A felkelő janicsárok azonban nyomást gyakoroltak a szultánra, hogy visszatérjen Isztambulba, így  1515. szeptember 5-én, miután  bevonult  Tebrizbe és  összegyűjtött  mintegy ezer kézművest, művészt és gazdag kereskedőt, a fővárosba indult. Útban visszafelé Amaysában Szelim átteleltette a seregét, majd Bayburt, Erzincan, Karahisar és Canik városokat a birodalmához csatolta. Ezzel a perzsa sah  gyakorlatilag egész Kisázsiát elvesztette  Erzincantól dél felé Diyarbakirig, beleértve  Észak-Irakot is.
A kizilbas erőd Kemahban kulcsfontosságú volt  Erzincan   és az Eufrátesz-völgy kereszteződésében,  ezt a szultán 1515. május 19-én foglalta el.  A kurd bégek, akik a kizilbas uralom alatt elvesztették örökletes jövedelmeiket, behódoltak az oszmánoknak. Ugyanígy behódoltak az akkonjulu törzsi vezetők is, akik megbékéltek Szelim hatására és közvetítésével a kurd fejedelmekkel,  és együttesen a fellázadt lakosságtól támogatva  szembeszálltak a perzsákkal  A perzsák ellentámadásba mentek át és ostrom alá fogták Diyarbakirt, de az oszmán erők ezt sikeresen visszaverték, sőt a legfontosabb perzsa végvárak is Szelim kezére kerültek.

### Harc a mamlúkok ellen
Miközben Szelim a sah elleni 1514-es hadjáratát vívta,  a  mamlúk szultán, Kánszauh  is fenyegetve érezte  hátországát, elsősorban az örmény és azeri területeket, ahonnan katonai utánpótlását szerezte. Saját védelmére nagy számú erőket állomásoztatott  Aleppóban, ami az egyik vazallusa fennhatósága alatt állt, aki Kánszauh utasítására  többször is feltartóztatta a török seregeknek  szállított ellátmányt.
Az aleppói uralkodó egyik fia látva az Oszmánok sikereit  Szelim szolgálatába szegődött és folyamatosan betört apja birtokaira. Kemah bukása után  Szelim úgy döntött, hogy az anatóliai türkmén fejedelemségeket, akik a mamlúkok szolgálatában álltak, a birodalmához csatolja. 1515 júniusában megölette az aleppói uralkodót,  és a fejét elküldte a mamluk szultánnak. Kánszauh tiltakozott a mamlúk területek megsértése ellen.
A perzsák elleni hadjárat során a mamluk szultán még semleges maradt, és Szelim sem akart konfliktust ez alatt az időszak alatt.  Csaldirán után azonban Kánszauh megígérte Iszmáil perzsa sahnak, hogy segírt neki és  hátba támadja az oszmánokat.  Az aleppói uralkodó megölésével azonban az ellenségeskedés elkerülhetetlenné vált.  Mielőtt a háború elkezdődött, Szelim tett egy sor előkészületet, hogy  megnyerje és a maga oldalára állítsa  az arab lakosságot és néhány vezető emírt, többek között azzal a lázító kijelentésével, hogy a mamelukok az egy  idegen cserkesz kaszt, most mégis vezető szerepük van az arabok között, akiket elnyomnak.  Tény, hogy az aleppói polgárok örömmel fogadták az oszmánokat a városukban.  A szíriai városok kereskedelmileg függővé váltak  Bursától,  miközben már nyilvánvalóvá vált, hogy a mamelukok nem tudják megőrizni az indiai kereskedelmi termékek monopóliumát, többek között a portugálok hajóival szemben sem, akik körülhajózták Afrikát, kiiktatva ezzel az évezredes karavánutakat és megfosztva a mamlúkokat fő bevételi forrásuktól.
1510-ben  Kánszauh mamlúk szultán még maga kérte az oszmánok támogatását, hogy állítsanak fel  egy zsoldos flottát  Szuezben, Dzsiddában és Jemenben a mamlúk érdekek védelmében. Szelim  Aleppó, Gáza és Damaszkusz kormányzóját titkos diplomáciai kapcsolatai révén rávette, hogy segítsék terjeszkedését a térségben, többek között szerepet kínált nekik az elkövetkező oszmán adminisztrációban. A mamlúkok attól tartottak, hogy a törökök a tenger felől próbálkoznak majd betörni a területükre, ennek volt is alapja, mivel Szelim 1515-től nagyarányú hajóépítésbe kezdett.
Amikor Kánszauh hivatalosan is bejelentette  igényét az oszmánok által elfoglalt  Dhu-Kadrid területének kiürítésére,  az nyílt hadüzenetet jelentett.
Szelim 1516  július  végén Malatyában lépett   mameluk területre  és a két hadsereg  Mardzs Dabiknál, 40 km-re északra Aleppótól megütközött  egymással. A csatát az oszmán lőfegyverek fölénye döntötte el. Szelim mintegy 300 szekeret láncoltatott össze, amely erősség bevehetetlen volt a mamlúkok számára. A csatában Kánszauh is a halottak között volt. Az előzetes megbeszéléshez híven a mamlúkok átadták Aleppót és török szolgálatba szegődtek. Szelim Aleppó után hamar elérte Damaszkuszt (1516. szeptemberére) és ott töltötte a téli hónapokat. A győzelem tiszteletére Damaszkuszban mecsetet és oszmán stílusban épült kolostort építtetett.
Bár a vezírjei nem támogatták Egyiptom lerohanását, Szelimet Aleppó és Damaszkusz vezetői sürgették az újraválasztott mamlúk szultán, Túmán Báj elleni fellépésre, így megparancsolta, hogy készüljenek fel Egyiptom lerohanására. Az oszmán hadjáratot a vezető beduin főnökök is támogatták.
Szelim deklarálta, hogy minden muszlim föld az ő védelme alatt áll, és felhívta Túmán Bájt, hogy ismerje el őt hűbérúrának. Túmán Báj természetesen erre nem volt hajlandó. Erre Szelim személyesen vezetett csatát Egyiptomba, és 1516. december 21-én Ghazza közelében megütköztek csapataik, ahol Szelim győzelmet aratott a hagyományos eszközökkel harcoló mamlúkok felett.
Kairó védelmére a török hadsereggel szemben Túmán Báj al-Rajdanijjánál épített fel erős védelmi vonalat, megerősített tüzérségi állásokkal és árkokkal de 1517. január 22-én, míg a fő erői megtámadták az oszmán csapatokat, Szelim meglepte a mamlúkok megerősített táborát. Az első órában a nehéz mamlúk lovasság heves támadást indított a török vonalak ellen, de az oszmán hadsereg fölénye, amely elsősorban a tűzfegyverek használatában nyilvánult meg, visszaverte azt. Kairó 1517. január 23-án kapitulált, az első török erők 1517. január 26-án léptek a városba. Túmán Báj még felvonultatta csapatait a Nílus nyugati partján, de Szelim úgy döntött, hogy a Níluson átkelve megtöri az ellenállást. Túmán Bájt elfogták és a Báb Zuveila (Zuveila-kapu) előtt felakasztották. (1517. április 15.). Az összecsapások Kairóban és a városon kívül számos cserkesz életébe kerültek, egyes források 50 000 – 60 000-re becsülték az áldozatok számát.
A mamlúk szultánság bukása után a mamlúkoktól függő arab térségek, beleértve a mekkai és jemeni körzetet az Oszmán Birodalom fennhatósága alá kerültek. Szelim kijelölte Khabir Bejt Egyiptom török kormányzójának, aki sikeresen egyesítette a mamelukok és az arab sejkségek kormányzati rendszerét az oszmán adminisztrációval. 1517. szeptember 13-án, elutazása előtt Szelim Isztambulba küldött 800 kairóit, akiről úgy vélte, problémát okozhatnak a térségben, köztük az utolsó Abbászida kalifát IV. al-Mutavakkilt és sok kézművest is. A hosszú tartózkodása alatt Damaszkuszban és Aleppóban Szelim Szíriát is úgy szervezte meg, mint egy tipikus török tartományt. Kormányzókat és felügyelőket nevezett ki, hogy regisztrálják a lakosságot és biztosítsák a bevételeket.

### Halála

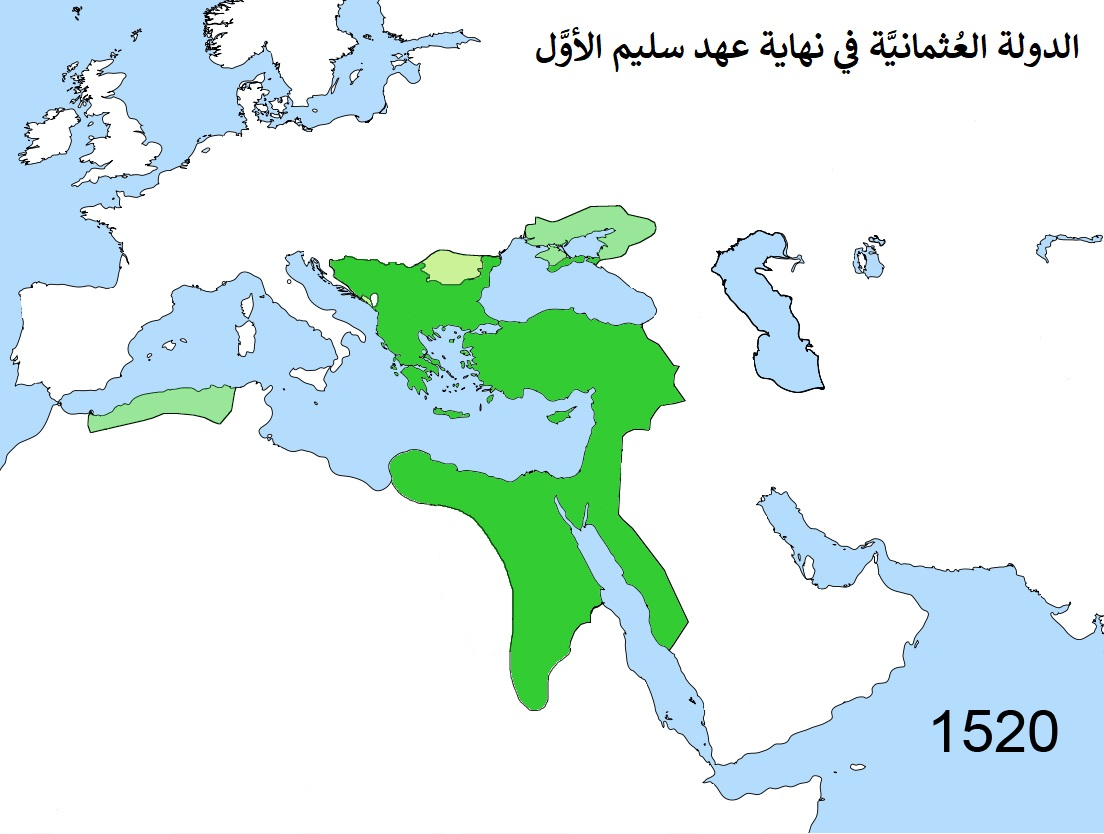
Az Oszmán Birodalom kiterjedése Szelim halálakor (1520)

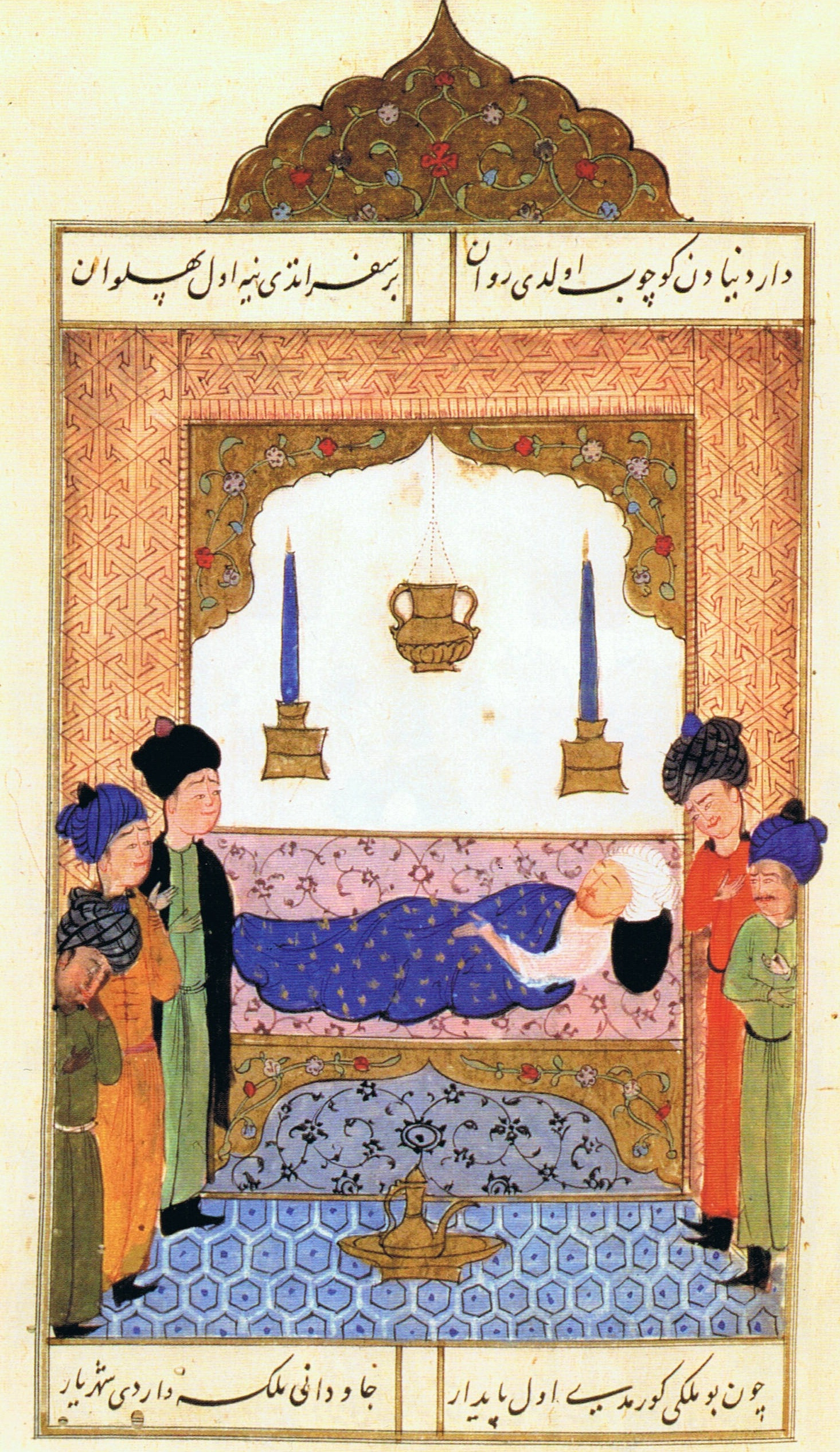
I. Szelim a halálos ágyán. Oszmán miniatúra

Uralkodásának kilencedik évében, közel ahhoz a helyhez, ahol édesapja seregeit megtámadta és lemondásra kényszerítette, Edirne közelében, Çorluban halt meg 1520. szeptember 22-én. Hivatalosan Szelim halálát egy bőrfertőzés okozta, amit hadjáratai alatt a lóháton töltött idő miatt szerezhetett. Mások úgy vélik, rákban halt meg, illetve hogy esetleg az orvosa mérgezte meg. Egyesek szerint halála egybeesett a birodalomban dúló pestisjárvánnyal, aminek ő is áldozatul esett

## Egyéb tettei
A keleti terjeszkedések időszakában Szelim óvatosságból igyekezett fenntartani a békét a nyugati keresztény hatalmakkal, különösen Velencével és Magyarországgal, mivel nem akart a keleti határainál vívott hadakozásai mellett kétfrontos háborúba keveredni. Diplomáciája összességében sikeres volt. X. Leó pápa ezzel egy időben azonban igyekezett növelni az európai keresztesek közel-keleti jelenlétét és szorosabbra fonta kapcsolatait I. Iszmáíl perzsa sahhal illetve a mamlúk Kánszauhhal, egy oszmán ellenes szövetség reményében. Ezt a reményt egy új kizilbas lázadás is táplálta Amasyában 1519 tavaszán, amit egy Dzselál nevű dervis vezetett, megmutatva, hogy a síita perzsák továbbra is aktívak. Ezt a lázadást az oszmánok véres harcok árán de leverték.
Szelim 1517. szeptember 17-én megújította a Velenceiekkel kötött fegyverszünetet Kairóban, azzal a további kikötéssel, hogy a velenceieknek a mamlúkoknak kijáró 8000 arany dukátot Cipruson a török szultán felé kell fizetni. 
Amikor trónra került, Szelim legfontosabb feladatának Rodosz és Chios szigeteinek elfoglalását tartotta. 1519-ben döntött tengeri haderejének fejlesztéséről is, ennek jegyében erőfeszítéseket tett száz tengeri gálya építésére is, de művét már nem tudta befejezni. 1519-től kezdve csapatai hadat viseltek már a spanyolokkal is Észak-Afrikában és a Földközi-tengeren. Ennek a hadjáratnak a befejezését már nem érte meg, de a konfliktus az egész évszázadban megmaradt. 1522. június 28-án Szulejmán foglalta el Rodoszt.
Szelim hozta létre az oszmán tengeri haderőt, célszerű reformokat létesített és megzabolázta a janicsárokat. Hazánk ellen nem viselt háborút, a fegyverszünetet időről időre meghosszabbította.
Fanatikus szunnitaként gyűlölte az eretnek síitákat és mintegy 40 000-t legyilkoltatott. Tanácsadói csak nehezen tudták eltántorítani attól a tervétől, hogy kiirtson minden keresztényt a Birodalomban. Kegyetlenségét mutatja, hogy nyolcévi uralkodása alatt 7 nagyvezír is áldozatul esett neki. Állítólag India meghódítását is eltervezte, és ő volt az első, aki a Szuezi-csatorna tervén gondolkodott.

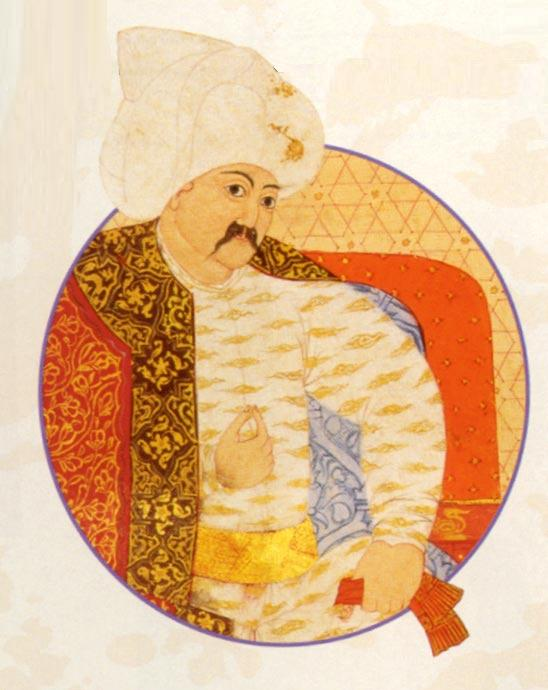
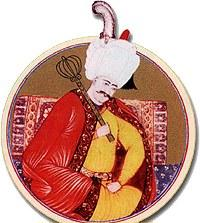
I. Szelim buzogánnyal. Oszmán miniatúra
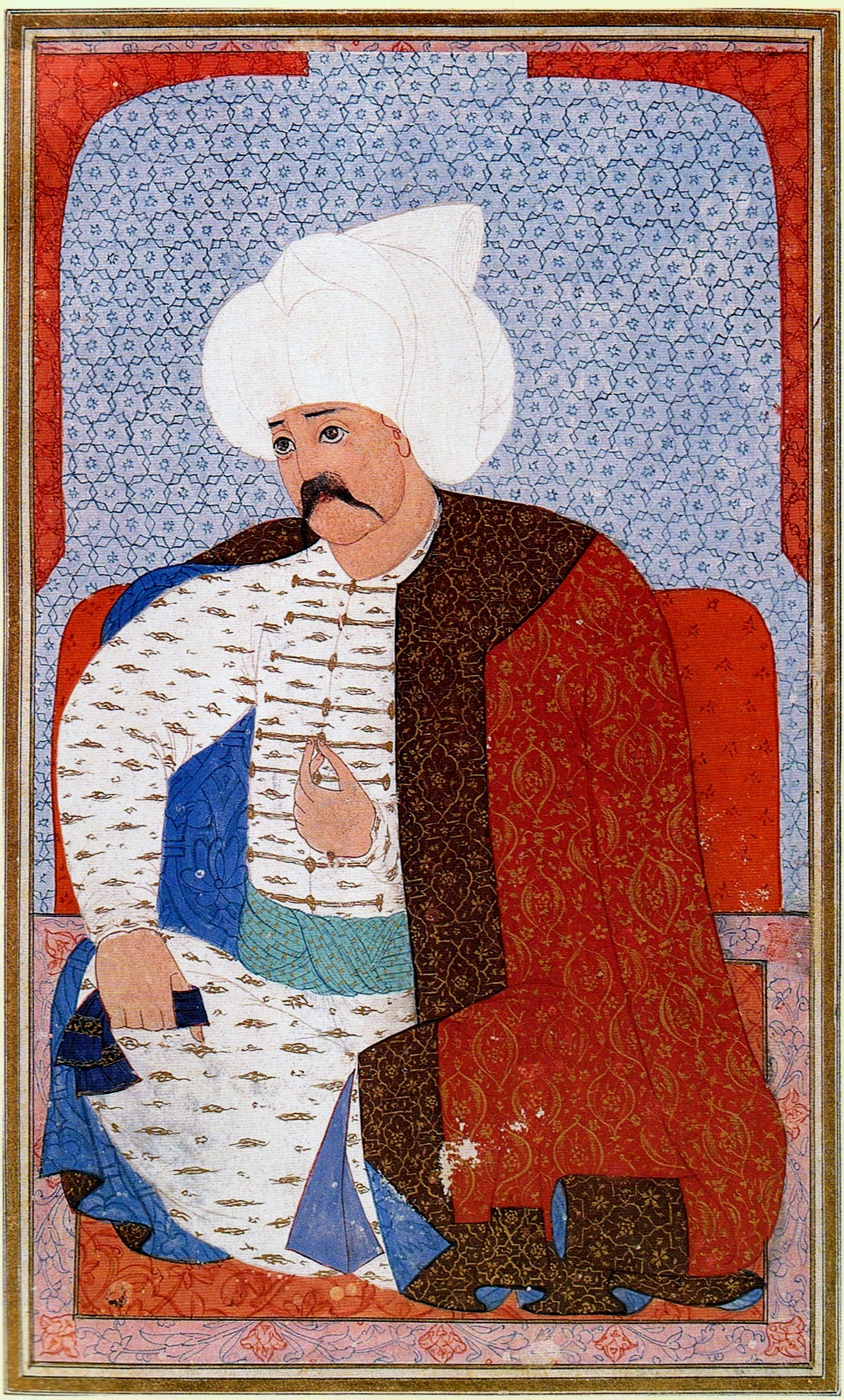
I. Szelim oszmán miniatúrán
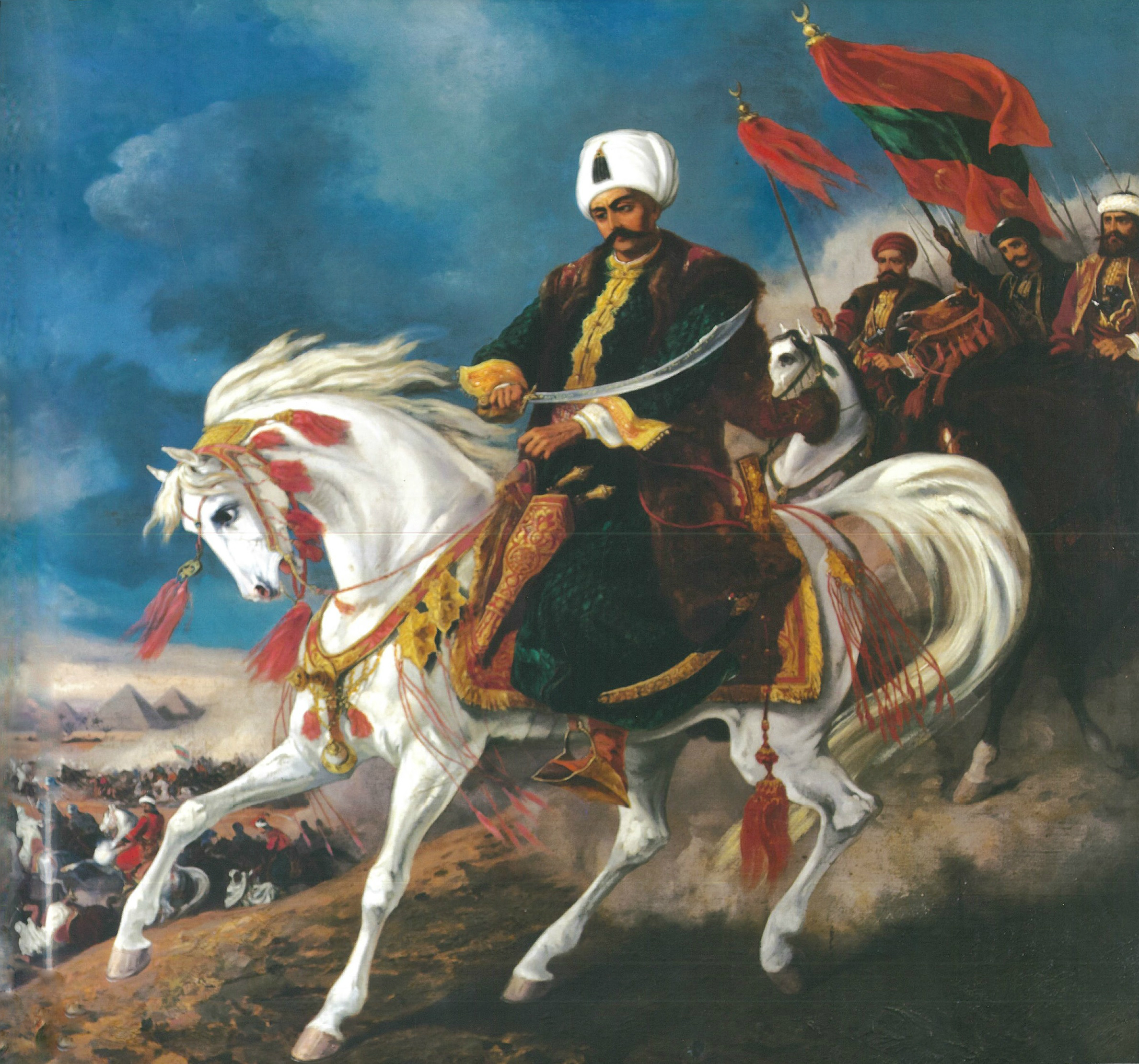
I. Szelim Egyiptomban
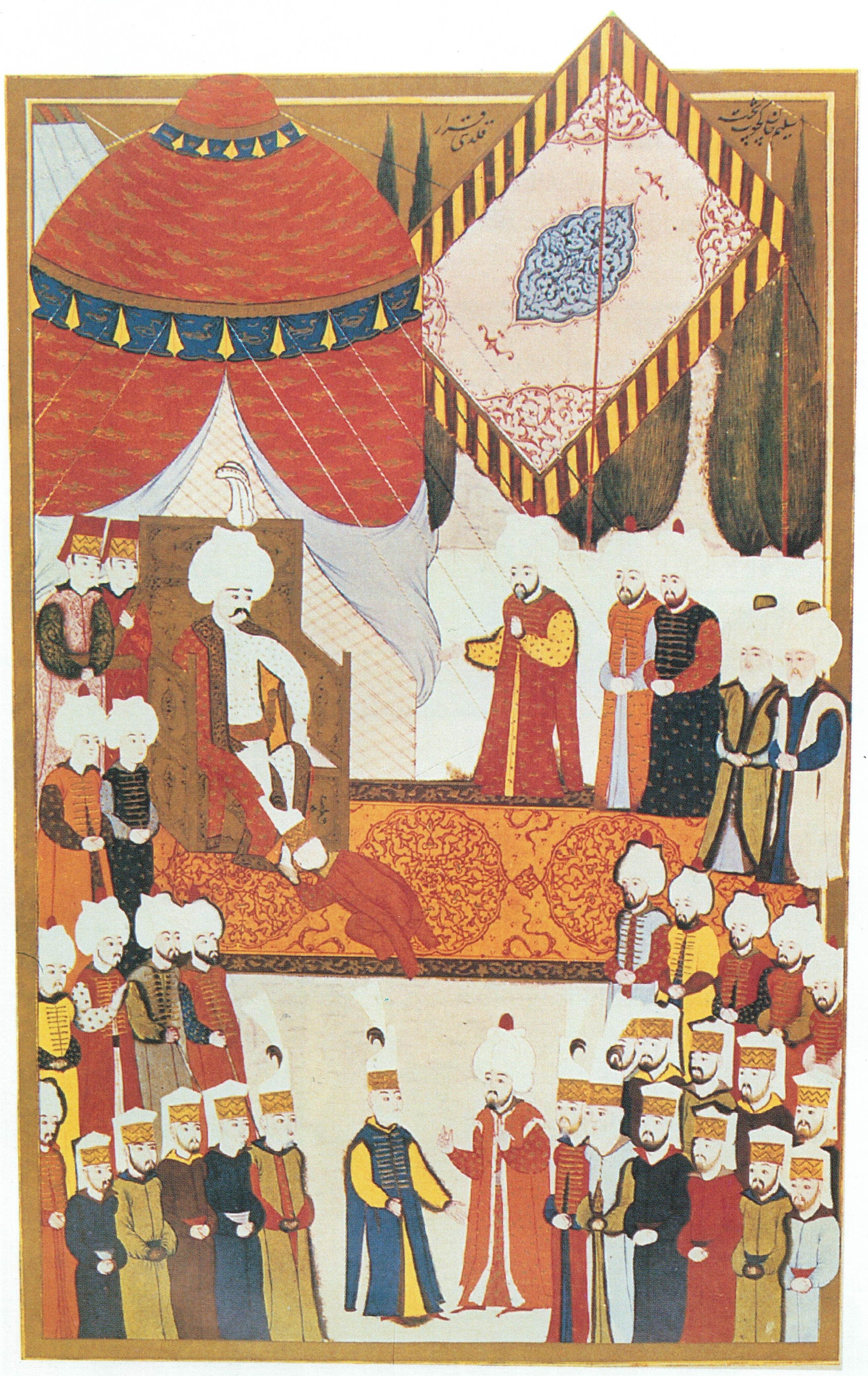
I. Szelim az udvarában
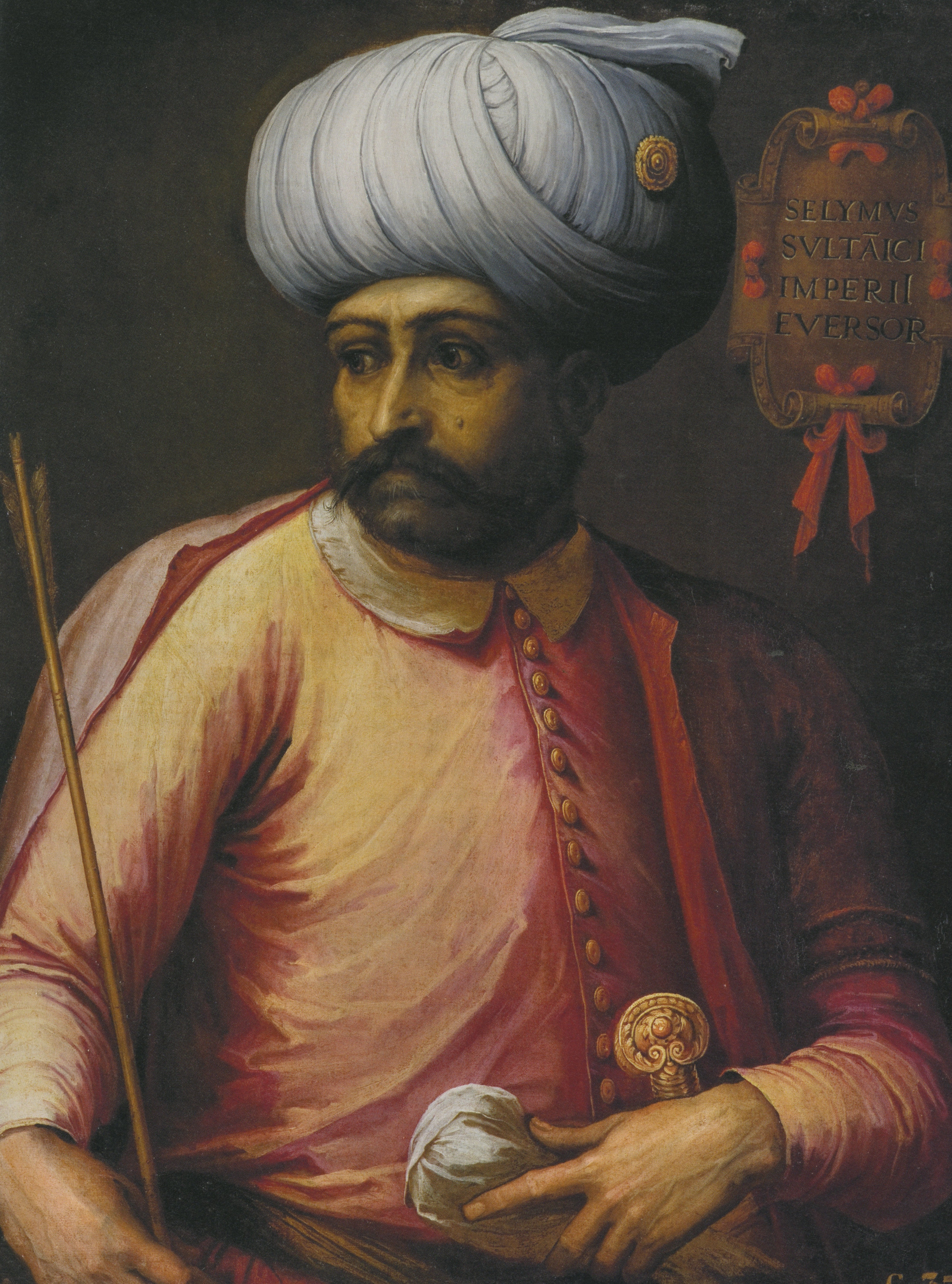
I. Szelim (ismeretlen európai festő)

## Kalifasága
Szelim folyamatosan hangoztatta felsőbbrendűségét az iszlám világban. A kalifa cím a muszlimok közös – bár amikor már az oszmánok először felbukkantak, már jelképes – uralkodóját jelölte. Ennek ellenére a mamlúk szultánok, mivel Mekka és Medina védelmezőinek tartották magukat, igényt tartottak erre a címre az abbászida kalifák hanyatlása (1258) után is. A mardzs dabiki győzelem után Szelim mint a mamúk trón jogutódja, felvette a Khádim al-Haramajn al-Sarifajn címet. A történész Ibn Túlún közlése szerint ezt ünnepélyesen egy pénteki imán jelentette be Damaszkuszban. Arra azonban nincs kortárs forrás, hogy a szertartás előtt IV. al-Mutavakkil hivatalosan is lemondott volna kalifai méltóságáról. 

## Családja
Apja II. Bajazid szultán, anyja Gülbahar szultáni ágyas volt.
Első ágyasától, Ajse Hafsza szultánától nyolc gyermeke született: Szulejmán szultán, Orhan herceg, Musa herceg, Korkut herceg, Hatidzse szultána, Bejhan szultána, Sah szultána és Fatma szultána.
Többi ágyasától született további hét gyermek: Kathira szultána, Hafsza szultána, Sehzade szultána, Gevherhán szultána, Üvejsz pasa, Jenisah szultána és Hatun szultána.
| Elődje: II. Bajazid | Oszmán szultán 1512 – 1520 | Utódja: I. Szulejmán |

| Elődje: III. al-Mutavakkil | Kalifa 1517 – 1520 | Utódja: I. Szulejmán |